# آناگنوریسما اوکراتیدس
آناگنوریسما اوکراتیدس (به انگلیسی: Anagnorisma eucratides) یک شاپرک از خانواده شاپرکان جغدی است. این حشره نخستین‌بار در هندوکش واقع در شرق افغانستان یافته شد.